# Яньятович, Деян
Деян Яньятович (нем. Dejan Janjatović; 25 февраля 1992, Славонски-Брод) — сербский футболист, выступавший на позиции центрального полузащитника.

## Карьера

### Клубная карьера
Футбольный путь Яньятовича начался в городской футбольной школе Мюнхена СВ «Нойперлах», где на него обратила своё внимание мюнхенская «Бавария». В составе юношеской команды занял второе место в юношеском первенстве Германии сезона 2008/2009. Проведя сезон в «Баварии» II, Яньятович отправился во вторую команду «Хетафе». Там он пробыл семь месяцев, пока не появилась возможность попробовать себя в Шввейцарии. В «Санкт-Галлен» Яньятович пришёл в 2012 году, а в Суперлиге его дебют состоялся 15 июля того же года в матче против «Янг Бойз». За четыре неполных сезона в составе команды Яньятович успел провести 92 матча, забить четыре гола в Суперлиге. 22 августа 2013 года дебютировал в розыгрыше Лиги Европы в матче против московского «Спартака», а в ответной встрече в Химках забил четвёртый гол в ворота московской команды (итоговый счёт — 4:2 в пользу «Санкт-Галлена»). 3 февраля 2016 года Яньятович стал игроком лихтенштейнского клуба «Вадуц», выступающего в чемпионате Швейцарии. После ухода из клуба1 декабря 2017 года подписал контракт с польской «Термалицей». 16 февраля 2019 года вернулся в Швейцарию, подписав контракт с «Брюлем». 22 сентября 2022 года завершил карьеру.

### Карьера в сборной
Яньятович имеет двойное гражданство — Германии и Сербии. Дебют за юношескую сборную Германии состоялся 7 апреля 2010 года в поединке против Южной Кореи — 0:1.